# وفاة جولين روسيلو
جولين روسيلو غارسيا (بالإسبانية: Julen Roselló García)‏ هو صبي إسباني يبلغ من العمر عامين، سقط في بئر ضيقة بعمق 109 متر (358 قدم) بالقرب من توتالان في مقاطعة مالقة، في 13 يناير 2019. كانت البئر، التي تم حفرها بشكل غير قانوني، بعمق 110 متر (360 قدم) وقطر 25 سنتيمتر (9.8 بوصة). لتنفيذ عملية الإنقاذ، كان من الضروري حفر قناة موازية بقطر أكبر، في عملية تدخّل فيها أكثر من 300 شخص، بالإضافة إلى العديد من الآلات الثقيلة. حظيت العملية بتغطية إعلامية دولية. بعد عدة انتكاسات أثناء الحفر، في 26 يناير على الساعة 1:25 صباحًا، تم العثور على جثة روسيلو بين طبقتين من الأرض.

## الاختفاء
اختفى روسيلو في 13 يناير 2019 حينما كان يلعب، بينما كان والديه، خوسيه وفيكي، يقضيان نزهة في منزل صديق ابن عمهما في توتالان بإسبانيا. كانت فيكي في خضم الاتصال بمطعم البرغر حيث عملت لإخبارهم أنها لن تذهب في ذلك اليوم. كان جوزيه يعد الطعام ويجمع الخشب عندما اختفى روسيلو. سقط في بئر بعمق 107 أمتار وقطر بين 25 و 30 سم. كانت البئر قد حُفرت في ديسمبر 2018 من قبل رجل أعمال يبحث عن المياه الجوفية، دون إذن من السلطات. لم يتم تأمينه بعد ذلك، وصرّح المالك إنه غطى الحفرة بالحجارة. سمع الأب خوسيه صوت ابنه وهو يبكي، وعندما أدرك الحفرة لم يعد يسمعه. سمع المتنزهون بالقرب منهم صراخهم وطلبوا المساعدة بسرعة.
في الساعة 13:57 ظهر يوم 13 يناير، عبر مكالمة هاتفية لمركز الطوارئ في مالقة، أبلغت امرأة أن طفلاً صغيراً سقط في حفرة صغيرة، بقطر 25 سنتيمتر (9.8 بوصة). أرضية البئر التي سقط فيها روسيلو غير مستقرة للغاية وقرر الخبراء أن أي عملية يجب أن تتم بحذر شديد لتجنب الانهيارات الأرضية. تم تجهيز خطة لإنقاذه، وتم تحضير المُعدّات لذلك، حيث حُفرت أكوام من 75 طنًا. بعد الحفر العمودي، تمّ حفر نفق أفقي من قبل عمال المناجم من لواء الإنقاذ المركزي للتعدين في أشتورية، والمتخصصين في عمليات الإنقاذ تحت الأرض. كان من الضروري بناء كبسولة خاصة حتى يتمكن عمال المناجم من الانتقال إلى المكان.

## محاولة الإنقاذ
تم تنفيذ الأعمال الأولية والإعدادات المتعلقة بالإنقاذ دون أي مشاكل. ومع ذلك، أدّت سلسلة من النكسات في وقت لاحق إلى إطالة أمد المهمة، الأمر الذي أثار استياء الأقارب ورجال الإنقاذ.
باءت المحاولات الأولية للوصول إلى روسيلو بالفشل بسبب انسداد البئر على عمق 71 متر (233 قدم). تم اكتشاف هذا عندما تم إنزال الكاميرا في البئر. تمكن رجال الإنقاذ فقط من إزالة حوالي 30 سنتيمتر (12 بوصة) من الأنقاض قبل أن يقرروا اللجوء لخطط الإنقاذ البديلة. استغرق بناء العمود الرأسي عدة أيام بسبب الطبيعة الصخرية للأرض. في 24 يناير 2019، تم الانتهاء من العمود الرأسي وبدأ رجال الإنقاذ في حفر الرواق الأفقي.
تم استخدام المتفجرات كملاذ أخير حيث لم يتمكن رجال الإنقاذ من اختراق الصخور باستخدام الأدوات التقليدية. أولاً، كان حفر النفق الموازي أبطأ مما كان يُعتقد في البداية، حيث تبين أن التضاريس كانت أصعب مما كان متوقعًا وكان لابد من إدارة استخدام الآلات حتى لا تتلفها. مع بناء النفق بالفعل، نشأت الصعوبة الثانية مع الغلاف.
الأنابيب التي تم التخطيط لإدخالها داخل البئر، لضمان ذلك، لم تكن مناسبة بسبب الانقطاعات في جدران الرواق. وأجبر هذا الظرف فرق الإنقاذ على حفر النفق من جديد لتوسيعه. تلقت السلطات الإسبانية عروضاً من عشرات الشركات العالمية للتعاون في البحث، بما في ذلك شركة تحديد الموقع الجغرافي السويدية (Stockholm Precision Tools AB)، التي شاركت في إنقاذ 33 عاملاً محاصرين لمدة 69 يومًا في شمال تشيلي في عام 2010.
تم تنفيذ عملية الإنقاذ في غضون أيام قليلة، وهي مهمة هندسية عادة ما يتم تمديدها لأشهر. انعكس حجم العمل في بعض الأرقام التي قدمها مندوب الحكومة في أندلسية، عندما أكد أنه تم نقل أكثر من 40 ألف طن من التراب وأن ارتفاعًا يعادل ارتفاع الخيرالدة في إشبيلية. عرض مخترع كبسولة الإنقاذ لعمال المناجم التشيليين مساعدته في هذا الإنقاذ.

### إخراج الطفل
في 26 يناير في تمام الساعة 1:25 صباحًا بالتوقيت المحلي، حدد رجال الإنقاذ جثة روسيلو في البئر. وكشف تشريح الجثة عن تعرضه لـ «صدمة شديدة في الرأس» من السقوط البالغ 71 متراً ومن المفترض أنه توفي على الفور.

### فريق البحث والإنقاذ
أتاح لواء إنقاذ التعدين، الذي سافر من أستورياس، ثمانية من أفضل عناصره لهذه المهمة. لواء النخبة كان قد حصل على العديد من الجوائز والأوسمة لعملهم، مثل الميدالية الذهبية للاستحقاق في العمل (1972)، والميدالية الفضية لإمارة أستورياس (1990)، والميدالية الفضية للصليب الأحمر (2005).

### الشكوك
أحد أكبر الأسئلة حول الإنقاذ في بئر توتالان هو أصل السدادة الأرضية التي أعاقت الوصول إلى روسيلو. يدرك الخبراء أن هذه السدادة الأرضية تأتي من جوانب البئر وقد تم جرها من قبل جسده أثناء سقوطه، لذلك يمكن أن يكون انهيارا أرضيا.
وترى نظرية أخرى أنه بما أن البئر مهجورة، فمن الطبيعي أن تسقط الجدران الجانبية. يقول المتخصصون إنه من المفهوم أن الرطوبة، بسبب تأثيرات المطرن، ستؤدي إلى تآكل الجدران وتفقد تناسقها، مما يتسبب في انفصال الرمال أو الأرض المحيطة داخل الحفرة.
لا أحد يستطيع أن يشرح، من بين 300 شخص عملوا في إنقاذ روسيلو، كيف كانت السدادة مضغوطة للغاية. ظهرت سلسلة من الأسئلة التي حاول الخبراء الإجابة عليها. يقولون أنه من غير المحتمل أن تكون السدادة قد تكونت بفعل الأتربة التي سُحبت بفعل سقوطه، بالنظر إلى أن نوع الثقب يفترض أن يكون نظيفًا، مع عدم وجود بقايا من الرمل أو الأتربة.

## التبعات القانونية
قررت محكمة العدل العليا في أندلوسيا فتح دعوى قضائية بعد تقرير من الحرس المدني يحقق في ملابسات الحادث.
بغض النظر عن الإنقاذ في داخل البئر، بدأ الحرس المدني تحقيقاً لإعادة بناء الحقائق كما يحدث في أي اختفاء آخر. فتحت محكمة في مالقة الإجراءات في قاعة المحكمة المعروفة باسم قضية جولين. فتحت المحكمة الإرشادية التاسعة في مالقة إجراءات لمعرفة الظروف الدقيقة التي سقط فيها روسيلو على البئر. وبدأت الدعوى بعد تصديق من الحرس المدني بعد أخذ إقرار الوالدين للقاصر ومالك الأرض والشخص الذي حفر البئر في منتصف شهر ديسمبر من العام السابق.

## التغطية الإعلامية
تلقى حادث روسيلو تغطية إعلامية واسعة من قبل وسائل الإعلام الإسبانية والأجنبية. في إشارة إلى التغطية على شبكات التلفزيون، تم تناول الحدث في كل من البرامج الإخبارية ومجلات الصباح والمساء التي سجلت تسجيلات الجمهور. وسعت قنوات مثل تيليسينكو جدولها المعتاد وقدمت برامج خاصة. كما غطّى (Sálvame)، وهو برنامج إسباني آخر، أحداث الساعات الأخيرة من الإنقاذ.
أثارت التغطية الإعلامية انتقادات مختلفة من الصحفيين الآخرين الذين وصفوها بـ «السيرك الإعلامي» وفي شبكات التواصل الاجتماعي، متهمين وسائل الإعلام المختلفة بتشجيع المراضة والإثارة. أعلن المجلس الأندلسي المرئي والمسموع أنه سيدرس التغطية الإعلامية للقضية لاحتمال انتهاك حقوق أقارب القاصر.

## الجدول الزمني
- يوم الأحد، 13 يناير 2019، كان جولين روسيلو، البالغ من العمر عامين، يقضي اليوم مع أسرته عندما سقط حوالي الساعة 2 مساءً في بئر في مزرعة خاصة. سمعت مجموعة من المارة صراخ والديه واستدعت فريق الطوارئ على الفور.[37]
- في 14 يناير، نزلت الكاميرا إلى عمق 73 مترًا ووجدت كيسًا من الحلويات وكوبًا بلاستيكيًا داخل البئر التي تعود ملكيتها إلى روسيلو. لم يعد بإمكان فرق الإنقاذ النزول بسبب وجود سدادة صلبة، افتُراض أنه تحتها.[38]
- في 15 يناير تم استدعاء مجموعة من الفنيين والمتخصصين، واختاروا فتح نفق أفقي وجانبي بين 50 إلى 80 متر (160 إلى 260 قدم)، كأفضل خيار للوصول إلى روسيلو. اطلقت الأعمال التحضيرية.[39]
- في 16 يناير، أكّدت اختبارات الحمض النووي أنه تم العثور على شعر من روسيلو داخل البئر. يتضح أن أعمال البئر لم تحصل على إذن من مجلس أندلوسيا، وظهر والده خوسيه أمام وسائل الإعلام ليقول إنه وزوجته، فيكي، لديهما أمل في خروجه حيًا. [40]
- في 17 يناير قررت فرق الإنقاذ تعليق بناء نفق أفقي بسبب الانهيارات الأرضية وصلابة التضاريس. تم تخفيض مستوى التل بمقدار 15 متر (49 قدم) وتقرر إنشاء نفقين عموديين.[41]
- في 18 يناير، قامت الآلات الثقيلة بحفر نفق عمودي موازٍ للبئر واصطدمت بكتلة صخرية على عمق 18 مترًا، مما عقد عملية الإنقاذ مرة أخرى.[42]
- في 23 يناير، خفض فريق الإنقاذ قطر الأنبوب المخصص للحفر الرأسي.[2]
- في 25 يناير، تقدم عمال المناجم في البحث النهائي في البئر. قام فريق الإنقاذ بحفر ما يقرب من 3 متر (9.8 قدم) من 3.8 متر (12 قدم) التي اضطروا إلى حفرها للوصول إلى القاع، وتعين عليهم تكوين ما يصل إلى أربعة خلايا دقيقة لكسر الصخور الصلبة (الكوارتزيت).[2]
- في 26 يناير، على الساعة 1:25 صباحًا، وصلت فرق الإنقاذ إلى نقطة البئر حيث تم البحث عن روسيلو ووُجد جسده بين طبقتين من الأرض.[43] تم تفعيل لجنة قضائية.[44]